# Casa FIM
Casa FIM è un programma televisivo italiano musicale, ideato da Verdiano Vera e prodotto da Maia, condotto da Jocelyn Hattab, Giulia Iannello e Piero Chianura, andato in onda su Odeon TV, Teleliguria e MusicOnTv dal 2013.

## La trasmissione
Casa FIM è il primo programma televisivo in Italia ad interessarsi di formazione e innovazione musicale. Il suo slogan è "La casa della musica e dei musicisti".
La trasmissione è un talk-evento di networking. Una programmazione di video panel con importanti ospiti, attori protagonisti della filiera musicale nazionale, artisti, imprenditori e innovatori nel campo della musica, dello spettacolo, della formazione e dell'innovazione musicale inframmezzati da show-case e pocket concert.
È stato il primo e unico programma televisivo italiano ad ospitare nel 2014 Eddie Kramer, produttore discografico di Jimi Hendrix, giunto da Los Angeles apposta per l'intervista, e Bobby Kimball, cantante dei Toto. È stato il primo e unico programma televisivo italiano ad ospitare nel 2017 David Knopfler co-fondatore dei Dire Straits e Arthur Brown.
Il 25 maggio 2013 Casa FIM viene registrata per Odeon TV la prima puntata del programma. La produzione fa esordire come conduttrice una ragazza trentenne che svolgeva il ruolo di addetta stampa per l'emittente televisiva Teleliguria, Giulia Iannello, divenuta successivamente presentatrice ufficiale della trasmissione televisiva. La particolarità è che tutti gli ospiti sono musicisti, cantanti, gruppi musicali professionisti e operatori musicali.
A partire dalla seconda edizione, la trasmissione viene condotta da Giulia Iannello e da Piero Chianura, quest'ultimo editore e giornalista di diverse testate giornalistiche nazionali di carattere tecnico musicale e gli ospiti hanno anche la possibilità di effettuare delle performance musicali direttamente all'interno dello studio televisivo.
Il 16 maggio 2014 viene trasmessa la prima puntata della seconda edizione, in diretta streaming su un nuovo canale Web Chiamato "FIM Live TV", diventato poi "MusicOnTV", che trasmette dalla Fiera di Genova e la stessa puntata registrata viene trasmessa successivamente su Odeon TV, Teleliguria, 7 Gold e Telecity.
Il 9, 10 e 11 settembre 2016 il programma viene trasmesso in diretta dal centro espositivo LarioFiere di Erba su Antenna Blu e "FIM Live TV", condotto da Jocelyn Hattab insieme a Giulia Iannello e a Piero Chianura e in differita suddiviso a puntate su Teleliguria e FIM Live TV.
Il 26, 27 e 28 maggio 2017 il programma viene trasmesso in diretta streaming dal centro espositivo LarioFiere di Erba in esclusiva su "FIM Live TV", condotto da Jocelyn Hattab insieme a Giulia Iannello e a Piero Chianura.
il 31 maggio, 1, 2 e 3 giugno 2018 il programma viene trasmesso in diretta streaming da Piazza Città di Lombardia, a Milano su "FIM Live TV", condotto da Jocelyn Hattab insieme a Giulia Iannello e a Piero Chianura.
Gli ospiti più importanti di Casa FIM sono stati Steve Hackett, David Knopfler, Arthur Brown, Patty Pravo, Paolo Maria Jannacci, Paul Buckmaster, Steve Lyon, Eugenio Finardi, David Cross (musicista), David Jackson (musicista), Franco Mussida, Tiromancino, Mara Maionchi, Omar Pedrini, Joe Lynn Turner, Ken Hensley, Eddie Kramer, Niccolò Fabi, Almamegretta, Mirkoeilcane, Christian Meyer, Cesareo, gli Anekdoten, Mauro Di Domenico, Fabrizio Poggi, The Trip, Saturnino, Gareth Brown, Mario Guarini, Bebo Ferra, Povia, Don Backy, Mariella Nava, i Camaleonti, Bobby Kimball, Michael Baker, Alan Sorrenti, Iskra Menarini, Marco Ferradini, i Dhamm, Francesco Tricarico, Alberto Fortis, New Trolls, Andrea Sambucco, gli Statuto, Roberta Bonanno, Loredana Errore, Luca Colombo, i Jalisse, Colin Norfield, Nicolò Noto, Andrea Braido, Gem Boy, Fabrizio Casalino, Ivan Cattaneo, Mal, i Delirium, i Buio Pesto, l'Orchestra Bailam, i Tuamadre, Nicolò Noto, Claudia Pastorino e Roberto Tiranti, Giovanni Caccamo, Ermal Meta, Mario Lavezzi, Dario Baldan Bembo, Cristiano Minellono, Fabio Zaffagnini, Floraleda Sacchi, Patrizio Fariselli, Marianne Mirage, Alessandro Marangoni (pianista), Corrado Rustici, Kaballà, Antonio Righetti, Davide Van De Sfroos e Max Casacci.